# Anczuł
Anczuł (ros. Анчул) – wieś (sieło) w Rosji, w Chakasji, w rejonie tasztypskim. W 2010 liczyła 313 mieszkańców.